# معتصم ياسين
معتصم ياسين محمد عبد الهادي (مواليد 28 يوليو 1996، لاعب كرة قدم مصري من أصول فلسطينية من مواليد الإمارات يجيد اللعب في الهجوم في نادي جلف يونايتد.
لعب سابقاً في نادي الشعب في الفئات السنية و لعب بعدها مع نادي الشارقة ونادي الفجيرة ونادي دبا الفجيرة ونادي التعاون ونادي الحمرية ونادي الجزيرة الحمراء ونادي الرمس ونادي جلف يونايتد.

## روابط خارجية
- معتصم ياسين على موقع قاعدة بيانات كرة القدم.إي يو (الإنجليزية)
- معتصم ياسين على موقع Soccerway.com (الإنجليزية)